# Севен Корнерс (Вирџинија)
Севен Корнерс (енгл. Seven Corners) насељено је место без административног статуса у америчкој савезној држави Вирџинија.

## Демографија
По попису из 2010. године број становника је 9.255, што је 554 (6,4%) становника више него 2000. године.
| Група             | 2000.         | 2010.         |
| Белци             | 2.468 (28,4%) | 2.371 (25,6%) |
| Афроамериканци    | 581 (6,7%)    | 664 (7,2%)    |
| Азијати           | 1.787 (20,5%) | 1.842 (19,9%) |
| Хиспаноамериканци | 3.533 (40,6%) | 4.096 (44,3%) |
| Укупно            | 8.701         | 9.255         |